# Cladonia squamosa
Cladonia squamosa (Scop.) Hoffm. (1796), è una specie di lichene appartenente al genere Cladonia, dell'ordine Lecanorales.
Il nome proprio deriva dal latino squamosus, che significa ricoperto di squamule, perché la maggior parte delle forme di questa specie ha il tallo quasi interamente ricoperto di squamule.

## Caratteristiche fisiche
I podezi di questa specie sono ricoperti per la quasi totalità da piccole squamule, fra le quali non è presente lo strato di cortex. Ne sono state descritte molte forme e varietà, tanto che capita di trovarne alcune sprovviste di squamule e con lo strato di cortex esteso in continuità. Anche per questo motivo è facile confonderla con altre specie di Cladonia se non si è esperti.
Il fotobionte è principalmente un'alga verde delle Trentepohlia.

## Habitat
Questa specie cresce soprattutto in regioni dal clima olartico e si rinviene su substrato organico al riparo dalla luce solare diretta e sulle ceppaie dei tronchi. Predilige un pH del substrato con valori intermedi fra molto acido e subneutro fino a subneutro puro. Il bisogno di umidità spazia da igrofitico a mesofitico.

## Località di ritrovamento
La specie è cosmopolita, ed è stata rinvenuta nelle seguenti località: 
- USA (Illinois, Alaska, Colorado, Delaware, Minnesota, Missouri, Iowa, Alabama, Montana, Massachusetts, Distretto di Columbia, New Hampshire, New York, Ohio, Mississippi, Oregon, Texas, Utah, Washington, Wisconsin, Missouri, Hawaii, Michigan, Pennsylvania, Vermont, Virginia Occidentale, Connecticut, Maine, Maryland, Nebraska, Rhode Island, Carolina del Sud, Florida);
- Canada (Ontario, Nuovo Brunswick, Québec (provincia), Alberta, Terranova, Labrador, Manitoba, Nuova Scozia, Saskatchewan, Columbia Britannica);
- Germania (Meclemburgo, Berlino, Baviera, Brandeburgo, Amburgo, Renania-Palatinato, Sassonia, Renania Settentrionale-Vestfalia, Baden-Württemberg, Assia, Bassa Sassonia, Schleswig-Holstein, Turingia);
- Austria (Alta Austria, Stiria);
- Spagna (Cantabria, Castiglia e León);
- Cina (Tibet, Anhui, Hubei, Shaanxi, Xizang, Zhejiang, Guizhou);

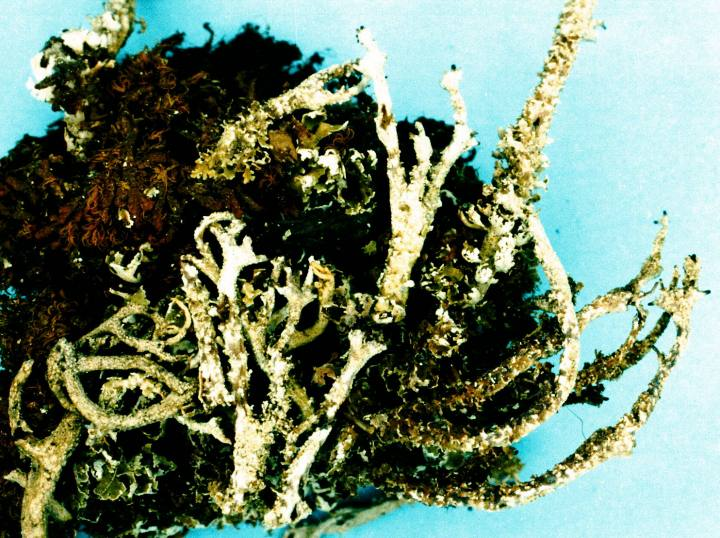
Cladonia squamosa

- Antartide, Argentina, Bhutan, Brasile, Cile, Cipro, Colombia, Corea del Sud, Costa Rica, Danimarca, Estonia, Finlandia, Georgia del Sud, Giappone, Gran Bretagna, Groenlandia, India, Irlanda, Islanda, Isole Azzorre, Isole Canarie, Isole Orcadi meridionali, Isole Svalbard, Kenya, Lituania, Lussemburgo, Madagascar, Madera, Malaysia, Mongolia, Norvegia, Nuova Caledonia, Oceania, Paesi Bassi, Panama, Papua Nuova Guinea, Polonia, Portogallo, Regno Unito, Repubblica Ceca, Romania, Saint-Pierre e Miquelon, Serbia, Sudafrica, Svezia, Svizzera, Taiwan, Tanzania, Thailandia, Tristan da Cunha, Uganda, Ungheria, Uruguay, Venezuela

In Italia è fra le specie di Cladonia più diffuse: 
- Trentino-Alto Adige, da rara nelle valli a non presente sulle montagne
- Valle d'Aosta, da rara nelle valli a non presente sulle montagne

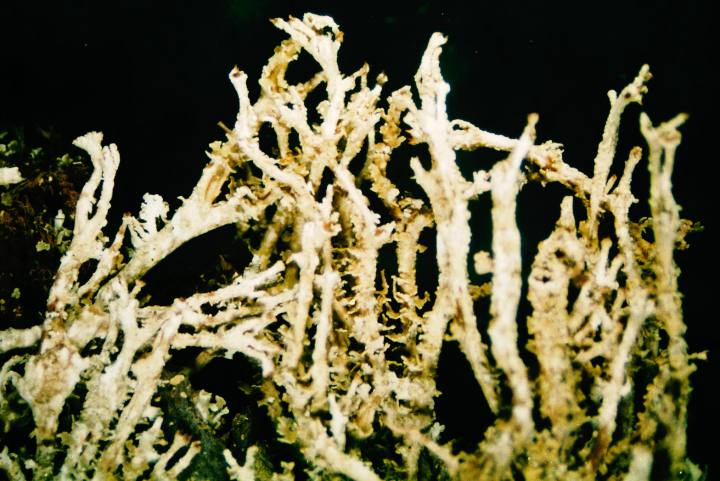
Cladonia squamosa, ramificazioni

- Piemonte, non presente sui monti dell'arco alpino, molto rara nel resto della regione
- Lombardia, non presente nelle zone alpine e di confine col Trentino; molto rara nella fascia centrale, estremamente rara nelle zone padane
- Veneto, da rara a molto rara nelle zone di confine col Trentino, estremamente rara nelle zone padane
- Friuli, da rara nelle zone alpine a molto rara nella fascia mediana pedemontana; estremamente rara nella fascia meridionale
- Emilia-Romagna, molto rara nelle zone appenniniche, estremamente rara in quelle padane
- Liguria, molto rara in tutta la regione
- Toscana, da estremamente rara nelle zone costiere a molto rara nell'entroterra

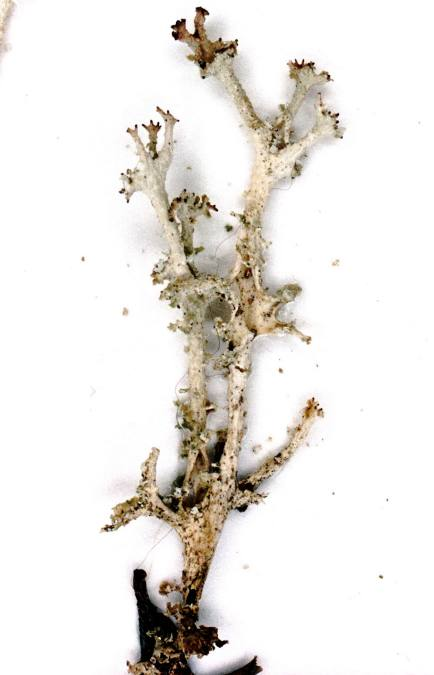
Cladonia squamosa

- Umbria, molto rara in tutta la regione
- Marche, molto rara in tutta la regione
- Lazio, da estremamente rara nelle zone costiere a molto rara nell'entroterra
- Abruzzi, da molto rara nelle zone costiere a rara nell'entroterra
- Molise, non è stata rinvenuta
- Campania, da estremamente rara nelle zone costiere a molto rara nell'entroterra e nel salernitano
- Puglia, molto rara nel barese, parte del foggiano e Gargano, non rinvenuta in quasi tutte le altre province
- Basilicata, non rinvenuta nel Metaponto, estremamente rara nelle zone al confine con la Campania, molto rara nel resto della regione
- Calabria, non è stata rinvenuta
- Sicilia, non rinvenuta nelle zone costiere meridionali e occidentali; estremamente rara nel messinese, molto rara nel resto della regione
- Sardegna, molto rara in quasi tutta la regione tranne le zone montane interne dove è rara.[3]

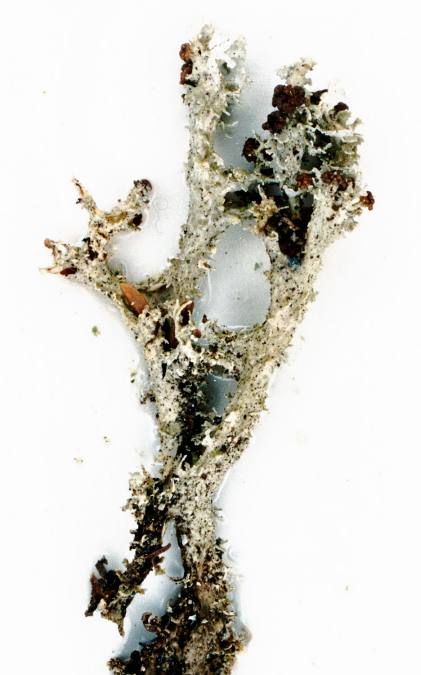
Cladonia squamosa

## Tassonomia
Questa specie è attribuita attualmente alla sezione Perviae; fino a qualche decennio fa formava un gruppo a sé stante nella sezione Squamosae; a tutto il 2008 sono state identificate le seguenti forme, sottospecie e varietà:
- Cladonia squamosa d macrophylla Rabenh.
- Cladonia squamosa d squamosa (Scop.) Hoffm. (1796).
- Cladonia squamosa f. anomaea (Delise) Ach.
- Cladonia squamosa f. asperella (Flörke) Harm.
- Cladonia squamosa f. cladocarpa Schaer. (1850).
- Cladonia squamosa f. crassa Delise (1927).
- Cladonia squamosa f. frondosa (Delise) Harm. (1927).
- Cladonia squamosa f. levicorticata Sandst.
- Cladonia squamosa f. macrophylla (Rabenh.) J.C. Wei (1991).
- Cladonia squamosa f. paschalis (Delise) Harm.
- Cladonia squamosa f. phyllopoda (Vain.) H. Olivier.
- Cladonia squamosa f. pityrea (Arnold) Harm.
- Cladonia squamosa f. prolifera (Schaer.) H. Olivier.
- Cladonia squamosa f. scabrosa (Ach.) Malbr.

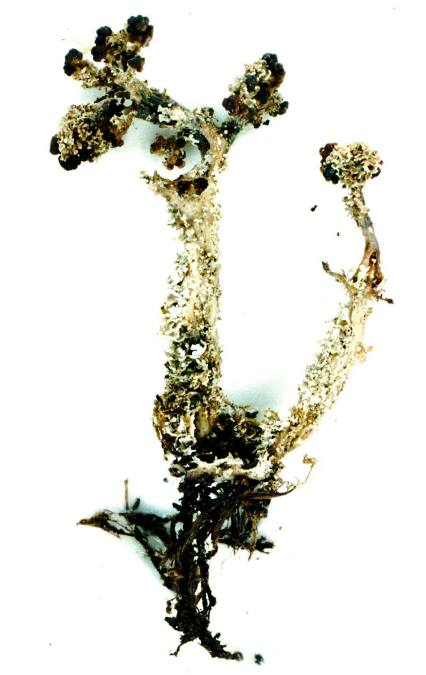
Cladonia squamosa

- Cladonia squamosa f. sorediosa H. Magn. (1939).
- Cladonia squamosa f. squamosa (Scop.) Hoffm. (1796).
- Cladonia squamosa f. squamosissima Flörke.
- Cladonia squamosa f. tenellula Flörke.
- Cladonia squamosa f. tenuiuscula (Delise) Zahlbr. (1927).
- Cladonia squamosa f. turfacea Rehm.
- Cladonia squamosa subf. javanica Hepp (1854).
- Cladonia squamosa subf. squamosa (Scop.) Hoffm. (1796).
- Cladonia squamosa subsp. attenuata Hoffm. (1796).
- Cladonia squamosa subsp. squamosa (Scop.) Hoffm. (1796).
- Cladonia squamosa subsp. subsquamosa (Nyl. ex Leight.) Vain. (1796), (= Cladonia squamosa var. subsquamosa).
- Cladonia squamosa var. acuta (Taylor) Müll. Arg. (1888), (= Cladonia rigida var. acuta).
- Cladonia squamosa var. allosquamosa Hennipman (1967), (= Cladonia squamosa var. subsquamosa).
- Cladonia squamosa var. denticollis (Hoffm.) Flörke (1887), (= Cladonia squamosa var. squamosa).
- Cladonia squamosa var. denticollis f. squamosissima
- Cladonia squamosa var. gracilenta (Nyl.) Müll. Arg. (1884).

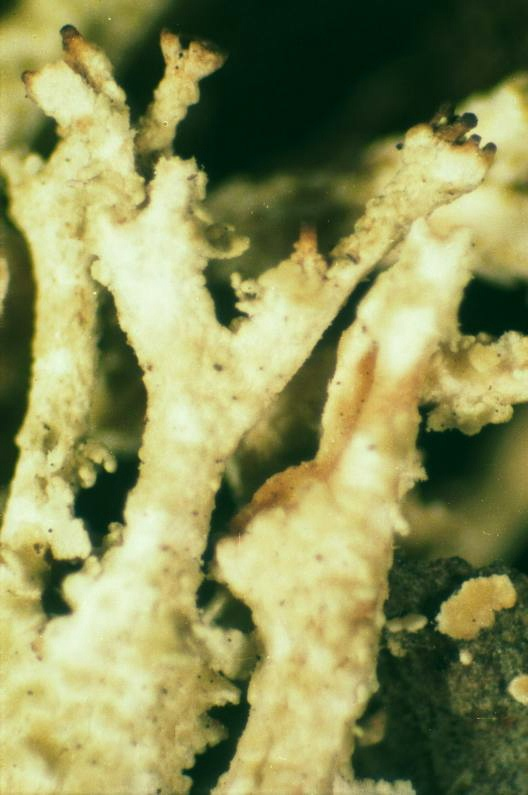
Cladonia squamosa, podezi

- Cladonia squamosa var. javanica (Hepp) Räsänen (1940).
- Cladonia squamosa var. levicorticata
- Cladonia squamosa var. microphylla f. cylindrica Schaer.
- Cladonia squamosa var. microphylla f. proboscidea Flot.
- Cladonia squamosa var. multibrachiata Flörke.
- Cladonia squamosa var. muricella (Delise) Vain. (1927).
- Cladonia squamosa var. pachypoda Müll. Arg. (1896), (= Cladonia ramulosa).
- Cladonia squamosa var. phyllocoma (Rabenh.) Vain. (1887), (= Cladonia squamosa var. squamosa).
- Cladonia squamosa var. polychonia Flörke.
- Cladonia squamosa var. sarmentosa (Hook. f. & Taylor) Müll. Arg. (1888), (= Cladonia sarmentosa).
- Cladonia squamosa var. squamosa (Scop.) Hoffm. (1796).
- Cladonia squamosa var. squamosa f. macrophylla (Rabenh.)
- Cladonia squamosa var. subsquamosa (Nyl. ex Leight.) Vain. (1881).
- Cladonia squamosa var. turfacea (Rehm) Vain.